# Pachypodium rosulatum

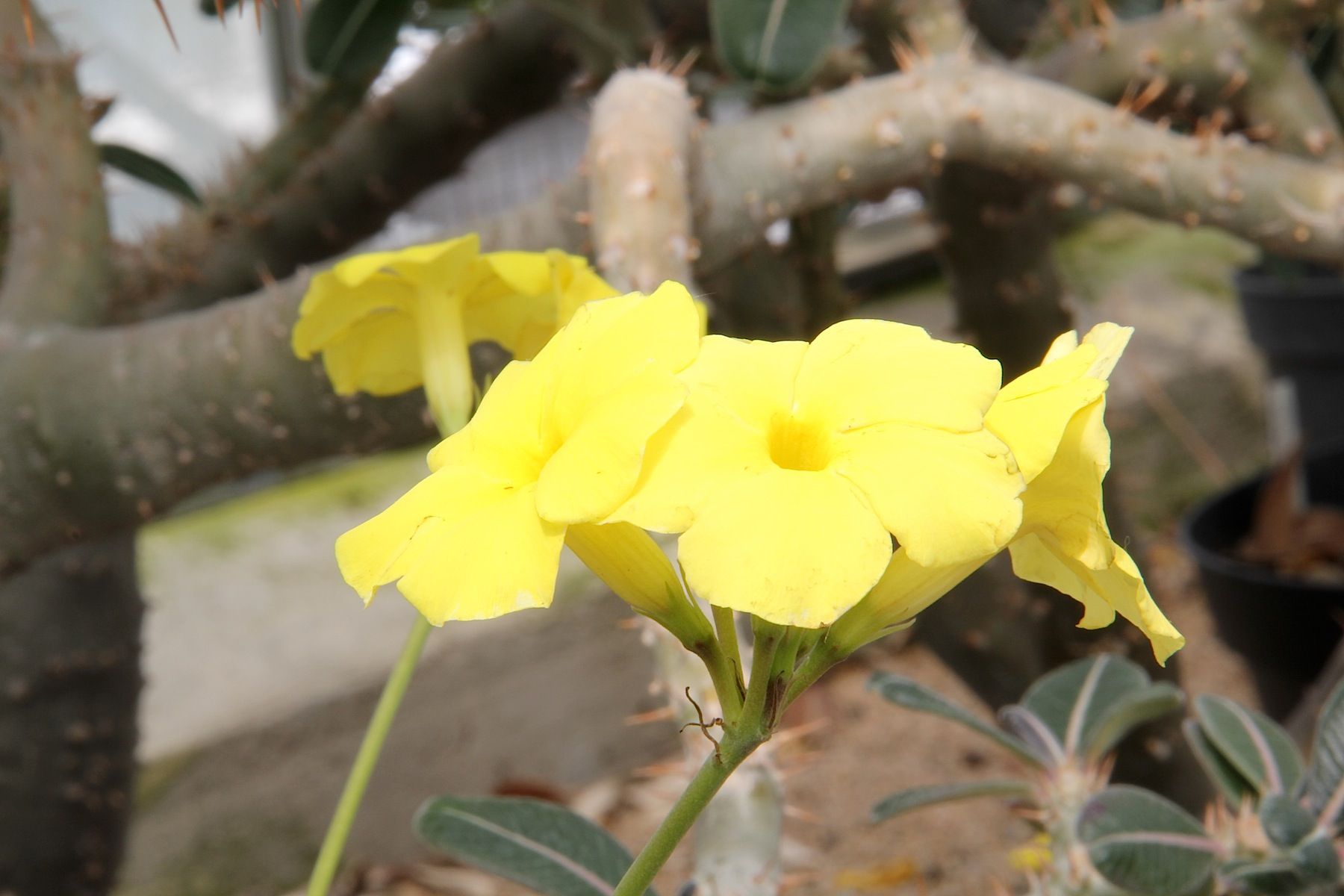
Pachypodium rosulatum, Blüten

Pachypodium rosulatum ist eine Pflanzenart aus der Gattung Pachypodium in der Familie der Hundsgiftgewächse (Apocynaceae).

## Beschreibung
Pachypodium rosulatum ist eine ausdauernde Pflanze, deren Stamm zunächst flaschenförmig wächst, später jedoch zu einem massiven Caudex mit einem Durchmesser von 1 m oder mehr wird. Aus ihm entspringen viele dicke, sich verjüngende, aufsteigende Zweige mit einer Länge von meist 1 bis 1,5 m, selten erreichen sie auch 3,5 m. Die älteren Teile der Pflanze sind unbewehrt, nur an den jungen Trieben stehen paarweise konisch geformte Dornen mit einer Länge von 2 bis 16 mm. Die Laubblätter sind meist filzig behaart, sie sind elliptisch geformt, 3 bis 8,5 cm lang und 0,8 bis 3,5 cm breit.
Die Blüten stehen in Gruppen aus zwei bis zwölf an 7 bis 60 cm langen Blütenstielen, meist sind sie gelb gefärbt, selten jedoch auch weiß. Die Früchte sind 6 bis 20 cm lang, sie enthalten langgestreckte Samen mit einer Länge von 6 mm.
Die Chromosomenzahl beträgt 2n = 18.

## Verbreitung
Die Art ist ein Endemit von Madagaskar. Sie gedeiht dort in den Provinzen Mahajanga und Toliara.

## Systematik
Die Erstbeschreibung der Art erfolgte 1882 durch John Gilbert Baker.
Synonyme sind Pachypodium cactipes K.Schum., Pachypodium drakei Costantin & Bois und Pachypodium rosulatum var. drakei (Costantin & Bois) Markgr.

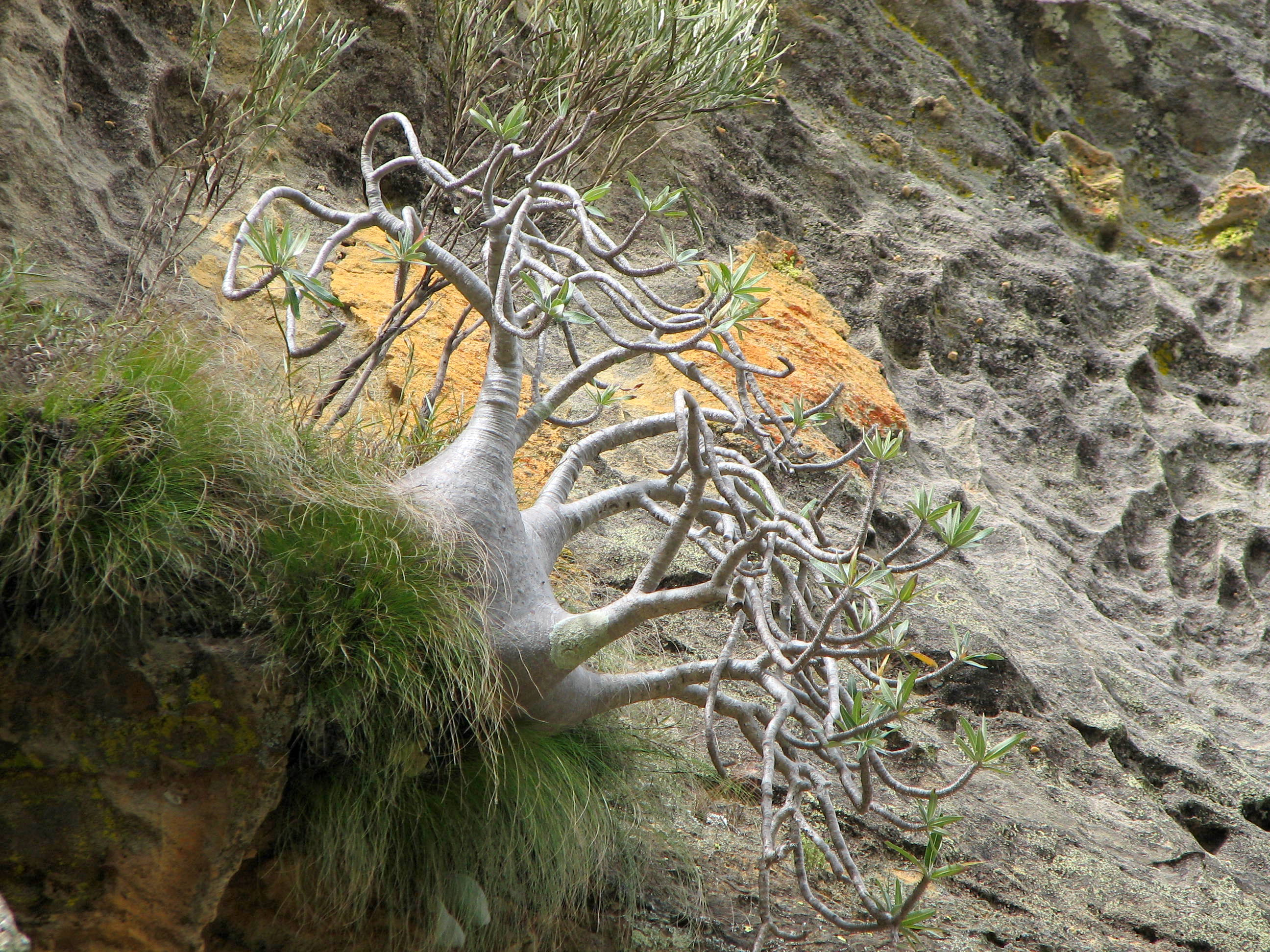
Pachypodium rosulatum subsp. gracilius

Die innere Systematik der Art wird unterschiedlich interpretiert. G. D. Rowley (2002) unterscheidet vier Varietäten und eine Form:
- Pachypodium rosulatum f. bicolor (Lavranos & Rapanarivo) G.D.Rowley
- Pachypodium rosulatum var. eburneum (Lavranos & Rapanarivo) G.D.Rowley
- Pachypodium rosulatum var. gracilius H.Perrier
- Pachypodium rosulatum var. inopinatum (Lavranos) G.D.Rowley
- Pachypodium rosulatum var. rosulatum

Jonas Lüthy und John Jacob Lavranos hingegen unterscheiden in der Erstbeschreibung von Pachypodium rosulatum subsp. bemarahense (2005) zusammen mit dieser neuen Unterart insgesamt sechs Unterarten:
- Pachypodium rosulatum subsp. rosulatum
- Pachypodium rosulatum subsp. bemarahense Lüthy & Lavranos
- Pachypodium rosulatum subsp. bicolor (Lavranos & Rapanarivo) Lüthy
- Pachypodium rosulatum subsp. cactipes (K.Schum.) Lüthy
- Pachypodium rosulatum subsp. gracilius (H.Perrier) Lüthy
- Pachypodium rosulatum subsp. makayense (Lavranos) Lüthy

In der Natur bildet die Art Hybride mit Pachypodium brevicaule (Pachypodium × rauhii), in Kultur wurde eine Hybride mit Pachypodium densiflorum (Pachypodium × hojnyi) gezüchtet.

## Nachweise